# Збірна Таїланду з футболу
Збірна Таїланду з футболу  — представляє Таїланд на міжнародних футбольних змаганнях. Контролюється Футбольною асоціацією Таїланду, членом ФІФА з 1925 року. Вона ніколи не потрапляла на чемпіонат світу з футболу. Найвищим досягнення збірної є виграш трьох чемпіонатів Південно-Східної Азії. Станом на 3 квітня 2025 посідає 99-e місце у рейтингу футбольних збірних світу.

## Чемпіонат світу
- з 1930 по 1970 — не брала участь
- з 1974 по 2018 — не пройшла кваліфікацію

## Кубок Азії
- з 1956 по 1964 — не брала участь
- 1968 — не пройшла кваліфікацію
- 1972 — третє місце
- 1976 — знялась зі змагань після дискваліфікації
- 1980 — не пройшла кваліфікацію
- 1984 — не пройшла кваліфікацію
- 1988 — не пройшла кваліфікацію
- 1992 — груповий етап
- 1996 — груповий етап
- 2000 — груповий етап
- 2004 — груповий етап
- 2007 — груповий етап
- 2011 — не пройшла кваліфікацію
- 2015 — не пройшла кваліфікацію
- 2019 — 1/8 фіналу

## Досягнення
- Чемпіон Південно-Східної Азії - 3 (1996, 2000, 2002)